# باربرتون
باربرتون (أوهايو) (بالإنجليزية: Barberton, Ohio)‏ هي مدينة تقع في الولايات المتحدة في مقاطعة صمت، أوهايو. يقدر عدد سكانها بـ 26,550 نسمة ومساحتها 23.98 كم2 وترتفع عن سطح البحر 297 متر.

## التركيبة السكانية
قام مكتب تعداد الولايات المتحدة بتحديد بيانات التركيبة السكانية لباربرتونفي تعداد الولايات المتحدة. في ما يلي، التركيبة السكانية حسب تعدادي 2000 و2010.

### تعداد عام 2000
بلغ عدد سكان باربرتون 27,899 نسمة بحسب تعداد عام 2000، وبلغ عدد الأسر 11,523 أسرة وعدد العائلات 7,443 عائلة مقيمة في المدينة.
وتوزع التركيب العرقي للمدينة بنسبة 92.43% من البيض و 0.27% من الأمريكيين الأصليين و 0.37% من الأمريكيين ذوي الأصول الآسيوية و 0.01% من سكان جزر المحيط الهادئ و 5.33% من الأمريكيين الأفارقة و 1.36% من عرقين مختلطين أو أكثر.
```
وبلغت نسبة 
الأزواج
 القاطنين مع بعضهم البعض 44.9% من أصل المجموع الكلي للأسر، ونسبة 15.4% من الأسر كان لديها معيلات من الإناث دون وجود شريك، وكانت نسبة 35.4% من غير العائلات. تألفت نسبة 30.1% من أصل جميع الأسر من أفراد ونسبة 14.0% كانوا يعيش معهم شخص وحيد يبلغ من العمر 65 عاماً فما فوق. وبلغ متوسط حجم الأسرة المعيشية 2.96، أما متوسط حجم العائلات فبلغ 2.39.
```

بلغ العمر الوسطي للسكان 37 عاماً. وكانت نسبة 24.8% من القاطنين تحت سن الثامنة عشر، وكانت نسبة 8.4% بين الثامنة عشر والأربعة وعشرون عاماً، ونسبة 28.3% كانت واقعةً في الفئة العمرية ما بين الخامسة والعشرون حتى والأربعة وأربعون عاماً، ونسبة 21.2% كانت ما بين الخامسة والأربعون حتى الرابعة والستون، ونسبة 17.3% كانت ضمن فئة الخامسة والستون عاماً فما فوق. يوجد لكل 100 أنثى 87.5 ذكر، ويوجد لكل 100 أنثى في الثامنة عشر من عمرها فما فوق 82.8 ذكر.
بلغ متوسط دخل الأسرة في المدينة 32,178 دولار، أما متوسط دخل العائلة فبلغ 39,387 دولار. وكان متوسط دخل الذكور 32,294 دولار مقابل 21,778 دولار للإناث. وسجل دخل الفرد الخاص بالمدينة 17,764 دولار. وكانت نسبة 11.5% من العائلات ونسبة 13.3% من السكان تحت خط الفقر، وكان من هؤلاء نسبة 21.3% تحت سن الثامنة عشر ونسبة 7.5% في الخامسة والستين من العمر وما فوق.

### تعداد عام 2010
بلغ عدد سكان باربرتون 26,550 نسمة بحسب تعداد عام 2010، وبلغ عدد الأسر 11,054 أسرة وعدد العائلات 6,880 عائلة مقيمة في المدينة. في حين سجلت الكثافة السكانية 2,936.9 نسمة لكل ميل مربع (1,133.9/كم2). وبلغ عدد الوحدات السكنية 12,191 وحدة بمتوسط كثافة قدره 1,348.6 لكل ميل مربع (520.7/كم2).
وتوزع التركيب العرقي للمدينة بنسبة 90.8% من البيض و 0.3% من الأمريكيين الأصليين و 0.3% من الأمريكيين ذوي الأصول الآسيوية و 5.9% من الأمريكيين الأفارقة و 2.2% من عرقين مختلطين أو أكثر.
```
وبلغت نسبة 
الأزواج
 القاطنين مع بعضهم البعض 39.9% من أصل المجموع الكلي للأسر، ونسبة 16.3% من الأسر كان لديها معيلات من الإناث دون وجود شريك، بينما كانت نسبة 6.0% من الأسر لديها معيلون من الذكور دون وجود شريكة وكانت نسبة 37.8% من غير العائلات. تألفت نسبة 32.2% من أصل جميع الأسر من أفراد ونسبة 13.8% كانوا يعيش معهم شخص وحيد يبلغ من العمر 65 عاماً فما فوق. وبلغ متوسط حجم الأسرة المعيشية 2.97، أما متوسط حجم العائلات فبلغ 2.37.
```

بلغ العمر الوسطي للسكان 39.8 عاماً. وكانت نسبة 23.5% من القاطنين تحت سن الثامنة عشر، وكانت نسبة 8.2% بين الثامنة عشر والأربعة وعشرون عاماً، ونسبة 24.8% كانت واقعةً في الفئة العمرية ما بين الخامسة والعشرون حتى والأربعة وأربعون عاماً، ونسبة 27.1% كانت ما بين الخامسة والأربعون حتى الرابعة والستون، ونسبة 16.5% كانت ضمن فئة الخامسة والستون عاماً فما فوق. وتوزع التركيب الجنسي للسكان بنسبة 47.9% ذكور و52.1% إناث.